# Азанчевский, Серафим Васильевич
Серафим Васильевич Азанчевский (26 сентября 1898, Коломна, Российская империя — 14 января 1937, Ленинград, РСФСР, СССР) — советский актёр театра и кино. Заслуженный артист РСФСР.

## Биография
Родился 26 сентября 1898 года в Коломне.
Обучался в Александровском военном училище, которое окончил. В 1918–1919-х годах работал в небольших московских театрах, а позже перешёл в более значительные. Служил в таких театрах, как «Александринский театр», «Московский академический театр имени Владимира Маяковского» и «МХАТ 2-Й».
Также Азанчевский снимался в советских фильмах. Дебютировал в 1932 году в фильме «Победители ночи (о походе «Малыгина» в 1931 году)», который не сохранился. Следующим фильмом в 1935 году стал «Лунный камень», где Азанчевский снялся в роли Джеферсона, профессора-иностранца. В 1936 году выходит следующий фильм «Путешествие в Арзрум», в котором Азанчевский сыграл роль генерала Паскевича, в 1937 году снялся в фильме «Соловей», сыграв роль ксендза.
Скончался 14 января 1937 года в возрасте 38 лет в Ленинграде. Похоронен на Никольском кладбище Александро-Невской лавры.

## Фильмография
- 1932 — Победители ночи (о походе «Малыгина» в 1931 году) — участие
- 1935 — Лунный камень — Джеферсон, профессор-иностранец
- 1936 — Путешествие в Арзрум — генерал Паскевич
- 1937 — Соловей — ксендз